# Saturniidae
I Saturnidi (Saturniidae Boisduval, 1837) sono una famiglia di Lepidotteri. Comprendono oltre 1800 specie, presenti in tutti i continenti ma diffuse soprattutto nelle regioni tropicali e subtropicali.
Il nome Saturnide deriva dagli anelli che circondano le macchie ocellari presenti sulle ali che ricordano, appunto, gli anelli di Saturno. 
Alcune Saturnidi sono di piccole e medie dimensioni, ma la maggior parte sono molto grandi. Appartengono a questa famiglia alcuni tra i Lepidotteri più grandi del mondo. Certe femmine di Attacus atlas e Coscinocera hercules raggiungono quasi i 300 mm di apertura alare. Saturnia pyri è la più grande falena europea.

## Descrizione
Gli adulti hanno corpo peloso e sono privi di organi timpanici. L'apparato boccale è rudimentale e mancano di tubo digerente, sopravvivono quindi grazie ai lipidi immagazzinati durante gli stadi larvali. Le antenne dei maschi sono bi- o quadripettinate e portano cellule sensoriali in grado di percepire la presenza dei feromoni emessi dalle femmine anche a chilometri di distanza. Il collegamento tra l'ala anteriore e la posteriore avviene grazie alla forma di quest'ultima, senza che vi siano strutture particolari. La famiglia è caratterizzata anche da alcune peculiarità nel sistema delle nervature alari.

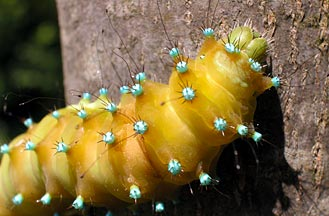
Bruco di Saturnia pyri con i caratteristici tubercoli

I bruchi neonati presentano un cornetto dorsale sull'ottavo segmento addominale o urite. Sono presenti dei tubercoli, detti scolii, spesso ramificati e ricchi di setole e spine, la cui lunghezza in genere diminuisce negli stadi larvali successivi. Nella maggior parte delle sottofamiglie la pupa è priva di bozzolo e la metamorfosi avviene sotto terra in una celletta. Tuttavia alcuni membri della loro famiglia vengono utilizzati per produrre seta.

## Comportamento
La maggior parte delle Saturnidi ha attività notturna, ma talvolta i maschi volano di giorno e le femmine di notte; in questo caso l'accoppiamento può avvenire di giorno. Le specie a volo diurno hanno sviluppato particolari strategie difensive. Nelle ali possono essere presenti macchie che imitano grandi occhi; spesso essi vengono esibiti all'improvviso, come nella specie Automeris io, spaventando il predatore che crede di essere fissato e minacciato da un vertebrato. Molte specie presentano setole urticanti.

## Tassonomia
Le Saturnidi sono suddivise in nove sottofamiglie, delle quali solo due sono presenti in Europa e in Italia.
- Agliinae Packard, 1893

Un solo genere con tre o quattro specie, diffuse nelle regioni paleartiche: Europa ed Asia centrosettentrionale fino al Giappone.
- Arsenurinae Jordan, 1922

Una decina di generi, con 65 specie, diffuse in America centrale e meridionale.
- Ceratocampinae Harris, 1841

27 generi con 176 specie, proprie del continente americano. Anisota senatoria può essere dannosa alle querce.
- Cercophaninae

4 generi, in tutto 12 specie, diffuse in America centrale e meridionale.
- Hemileucinae Grote & Robinson, 1866

51 generi con più di 700 specie, diffuse nel continente americano. Le larve giovani sono gregarie. Gli scolii sono velenosi e, a differenza di quanto avviene nelle altre sottofamiglie, sono molto sviluppati anche nelle larve mature. La metamorfosi avviene all'interno di un bozzolo. Coloradia pandora può essere dannosa ai pini.
- Ludiinae Aurivillius, 1904

8 generi. Sono Saturnidi di piccole dimensioni propri dell'Africa. Spesso le femmine depongono uova non fecondate da cui si sviluppano solo individui di sesso femminile. Da alcuni autori sono incluse nelle Saturniinae.
- Oxyteninae

3 generi, in tutto 36 specie, diffuse in America centrale e meridionale.
- Salassinae Michener, 1949

1 solo genere con 12 specie, proprie dell'Asia tropicale.
- Saturniinae Boisduval, 1837

Una sessantina di generi con diverse centinaia di specie (circa 860 insieme alle Ludiinae). Sono diffuse in tutti i continenti e comprendono le specie di dimensioni maggiori. Nei generi Graesllia, Actias e Argema le ali posteriori sono fornite di lunghe code. Gli scolii delle larve sono velenosi. La metamorfosi avviene all'interno di un bozzolo, che in alcuni casi (Antheraea) può essere sfruttato commercialmente per la produzione della seta.

## Le specie italiane

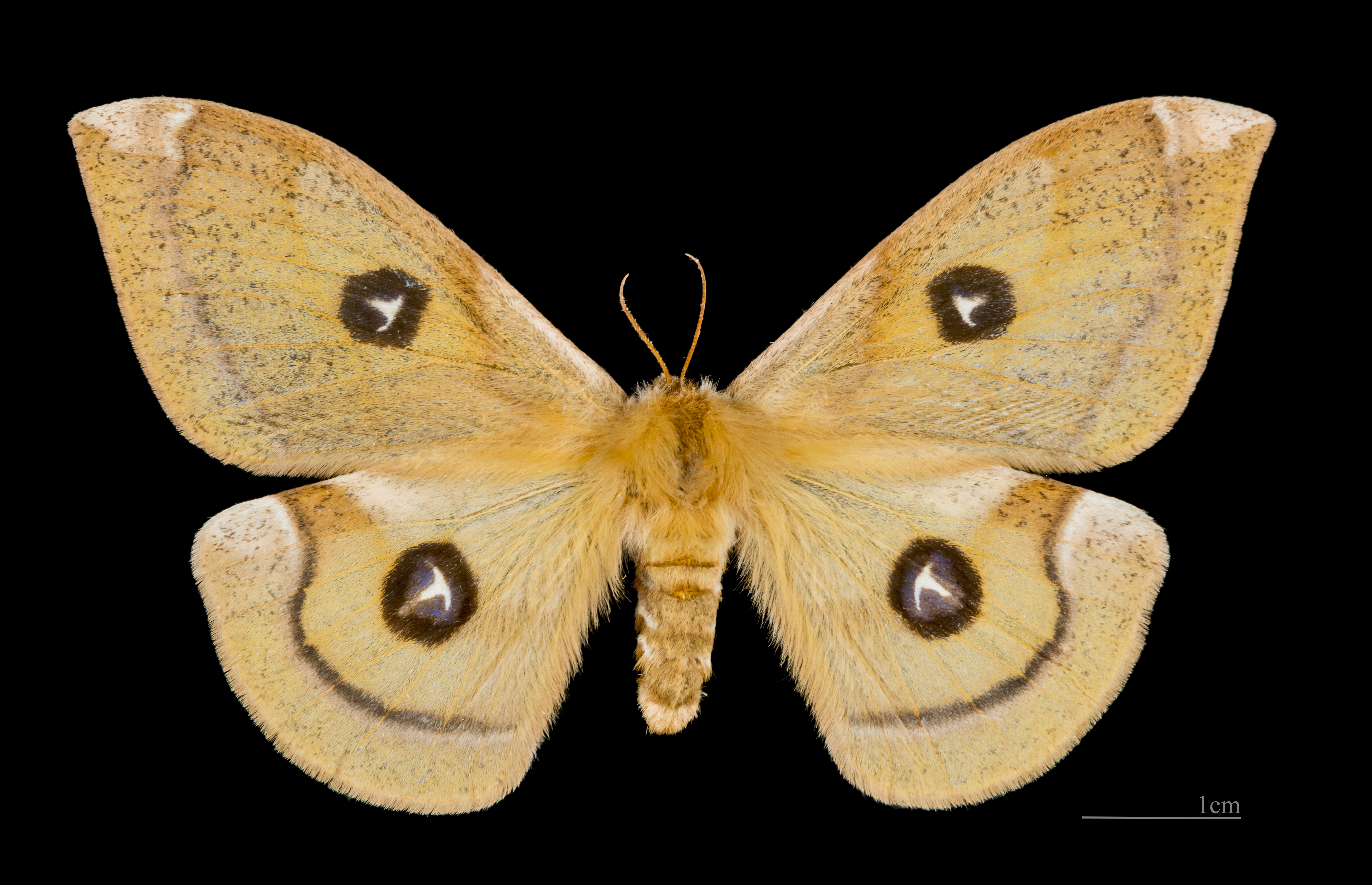
Aglia tau (Agliinae)
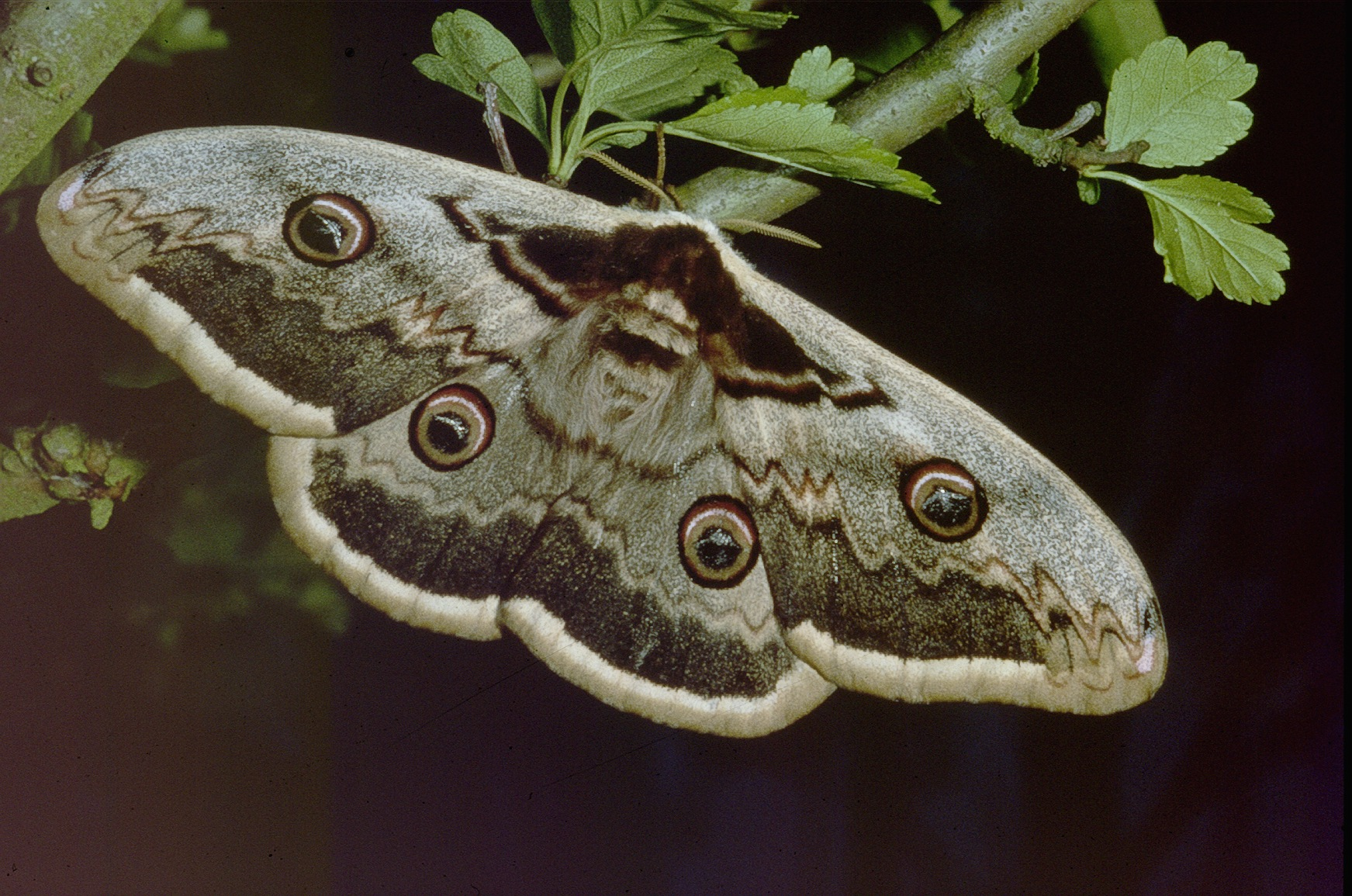
Saturnia (Saturnia) pyri (Saturniinae)
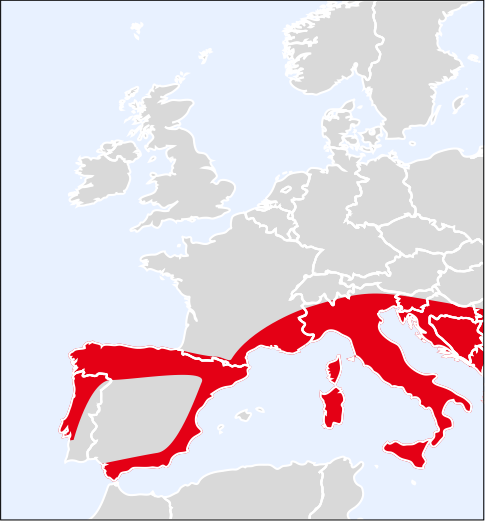
Saturnia (Eudia) pavoniella (distribuzione) (Saturniinae)
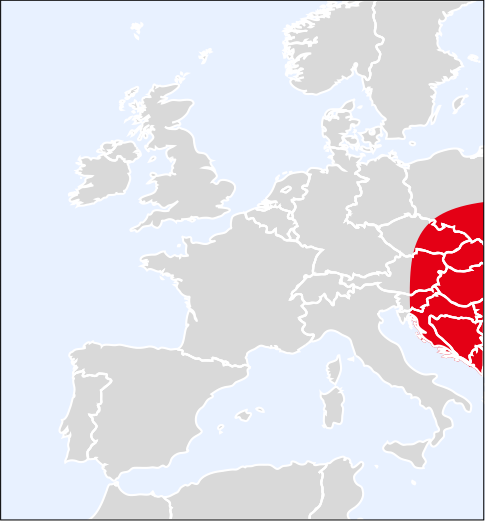
Saturnia (Eudia) spini (distribuzione) (Saturniinae)
Saturnia (Perisomena) caecigena (distribuzione) (Saturniinae)
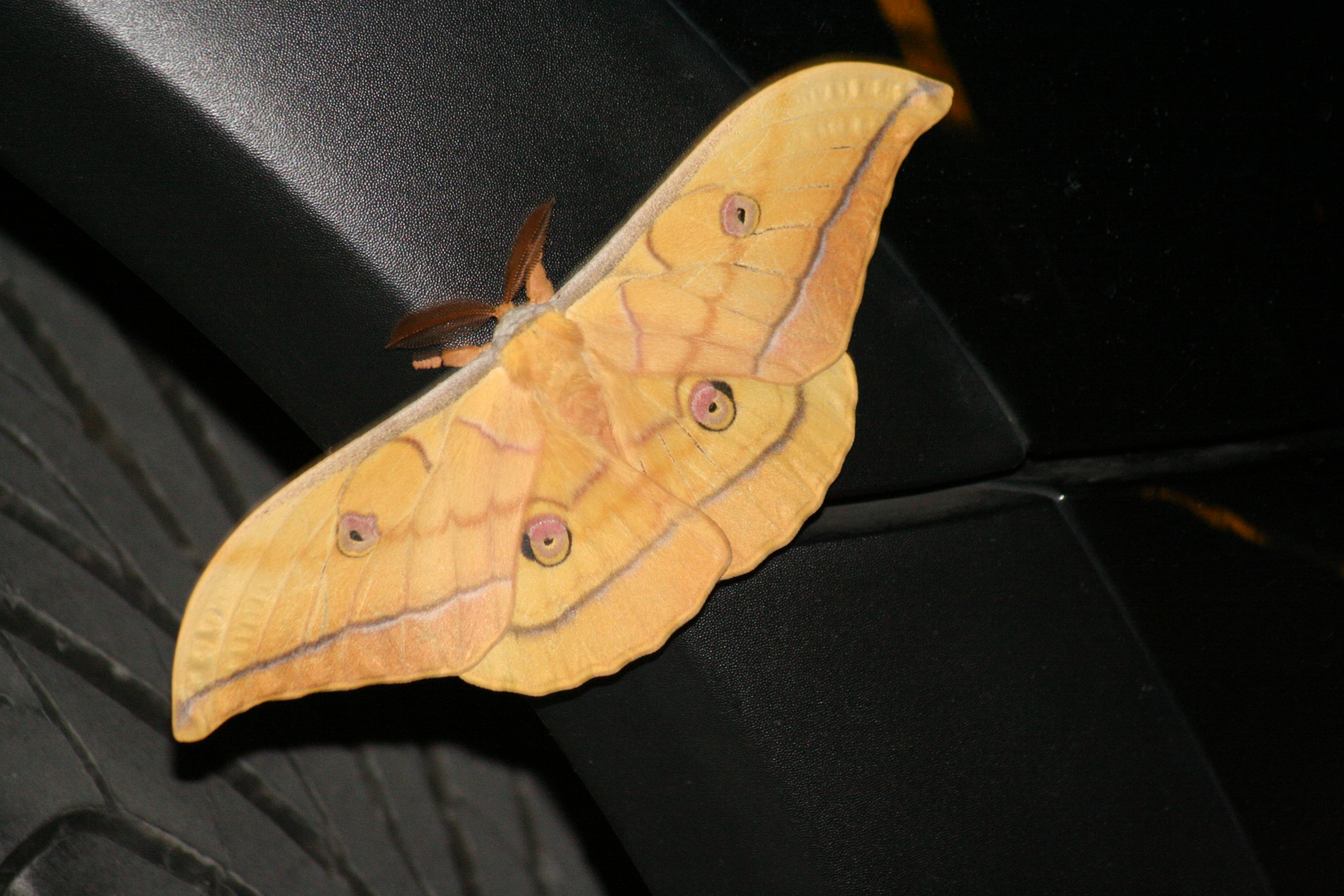
Antherea yamamai (Saturniinae)
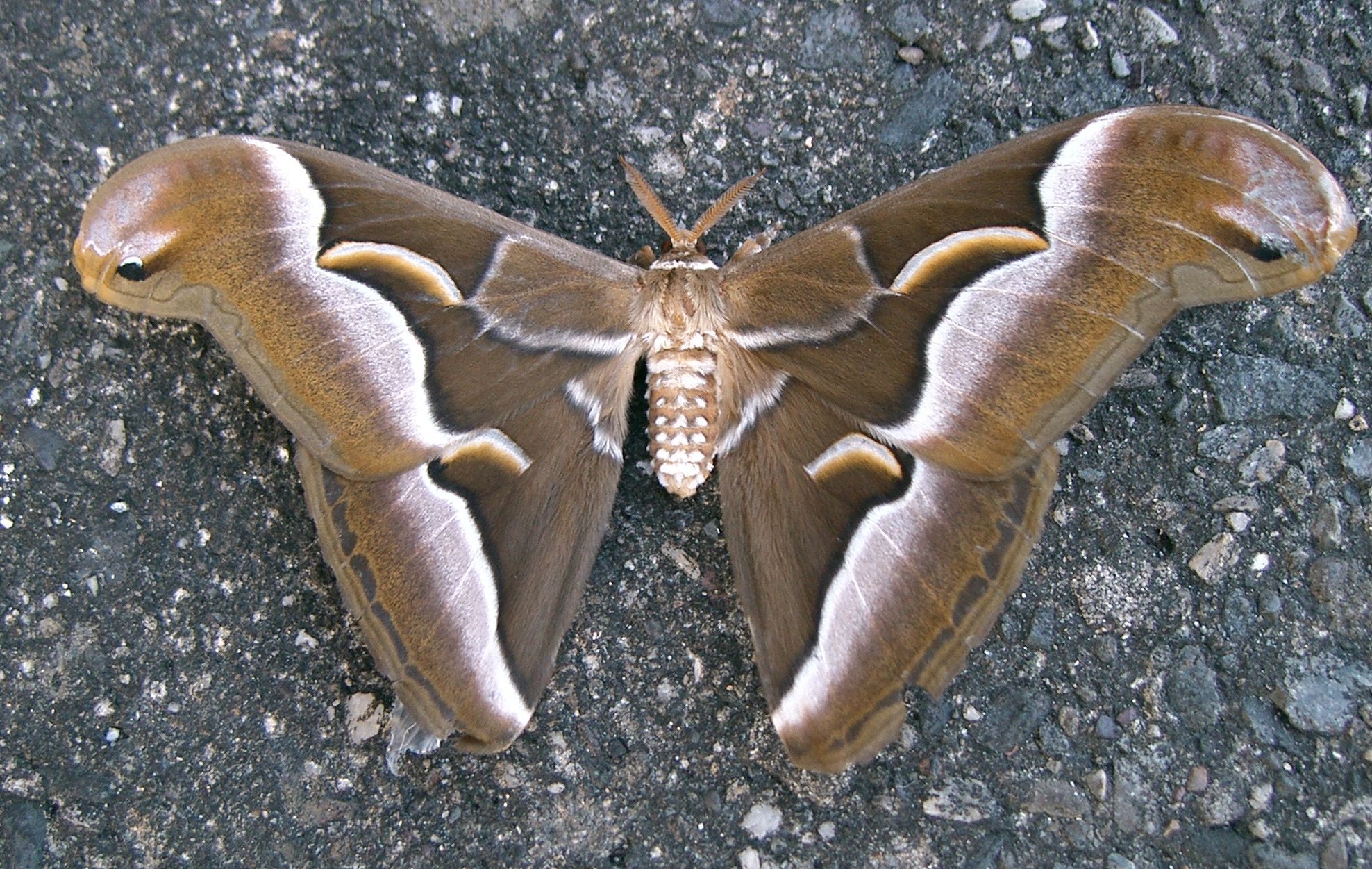
Samia cynthia (Bombice dell'Ailanto) (Saturniinae)

## Le altre specie europee

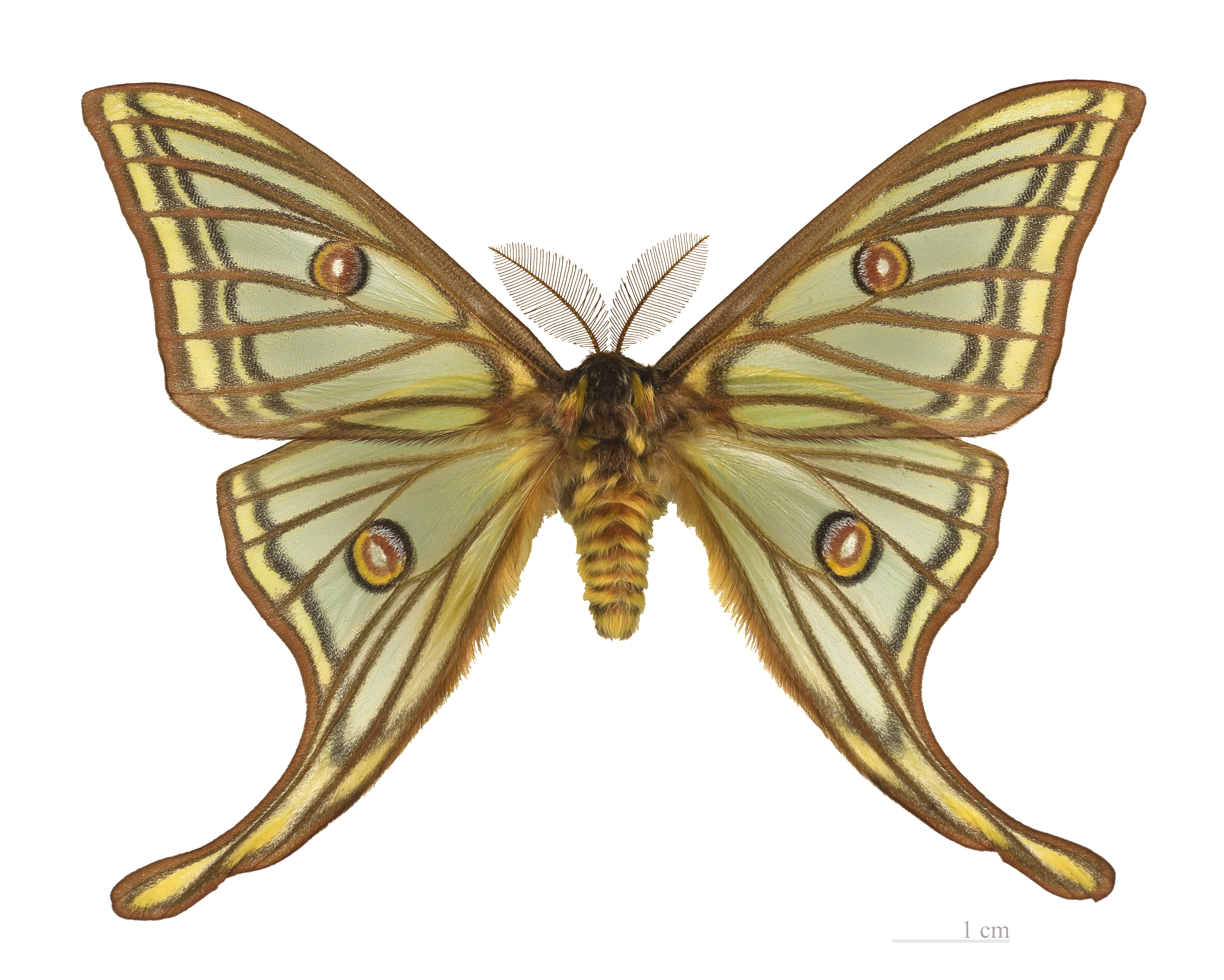
Graellsia isabellae (maschio) (Saturniinae)
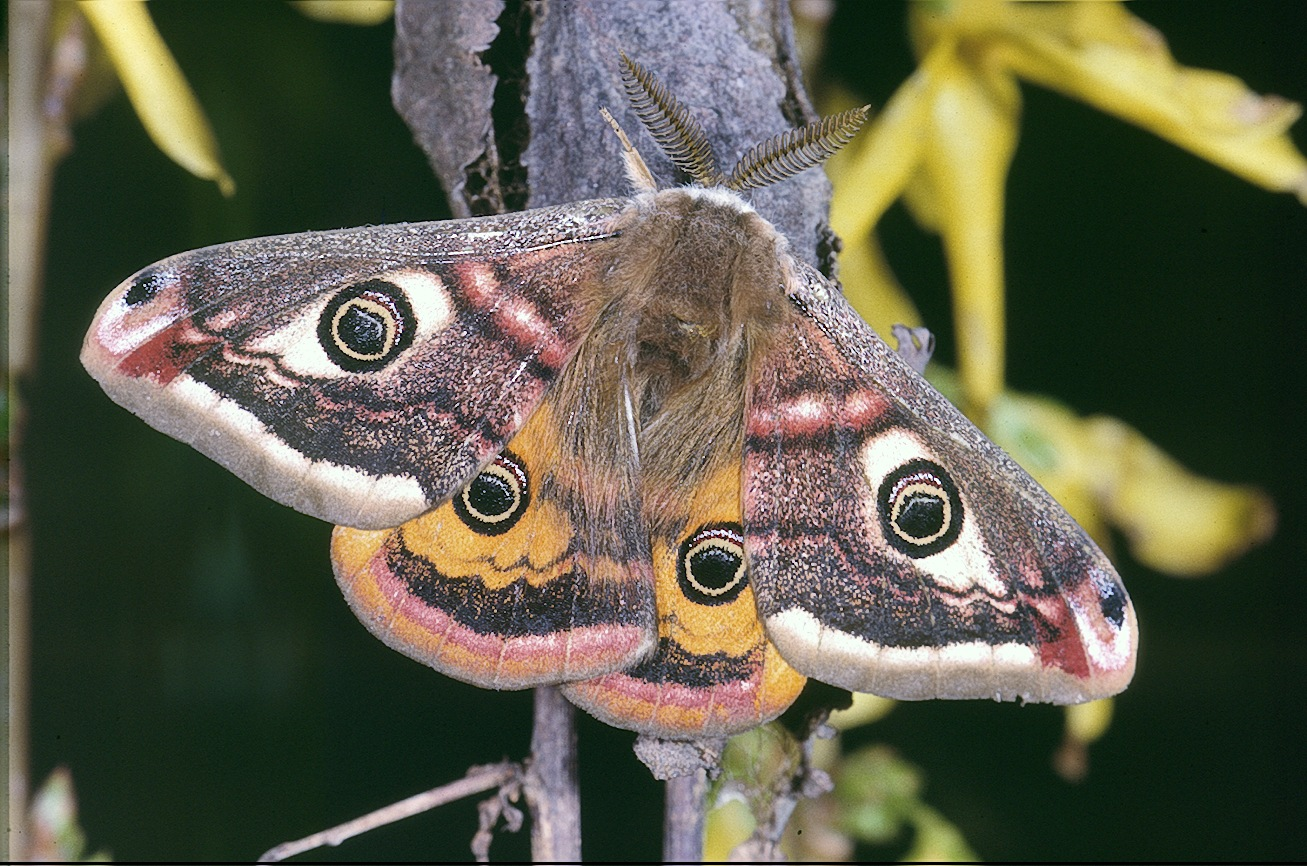
Saturnia (Eudia) pavonia (maschio) (Saturniinae)
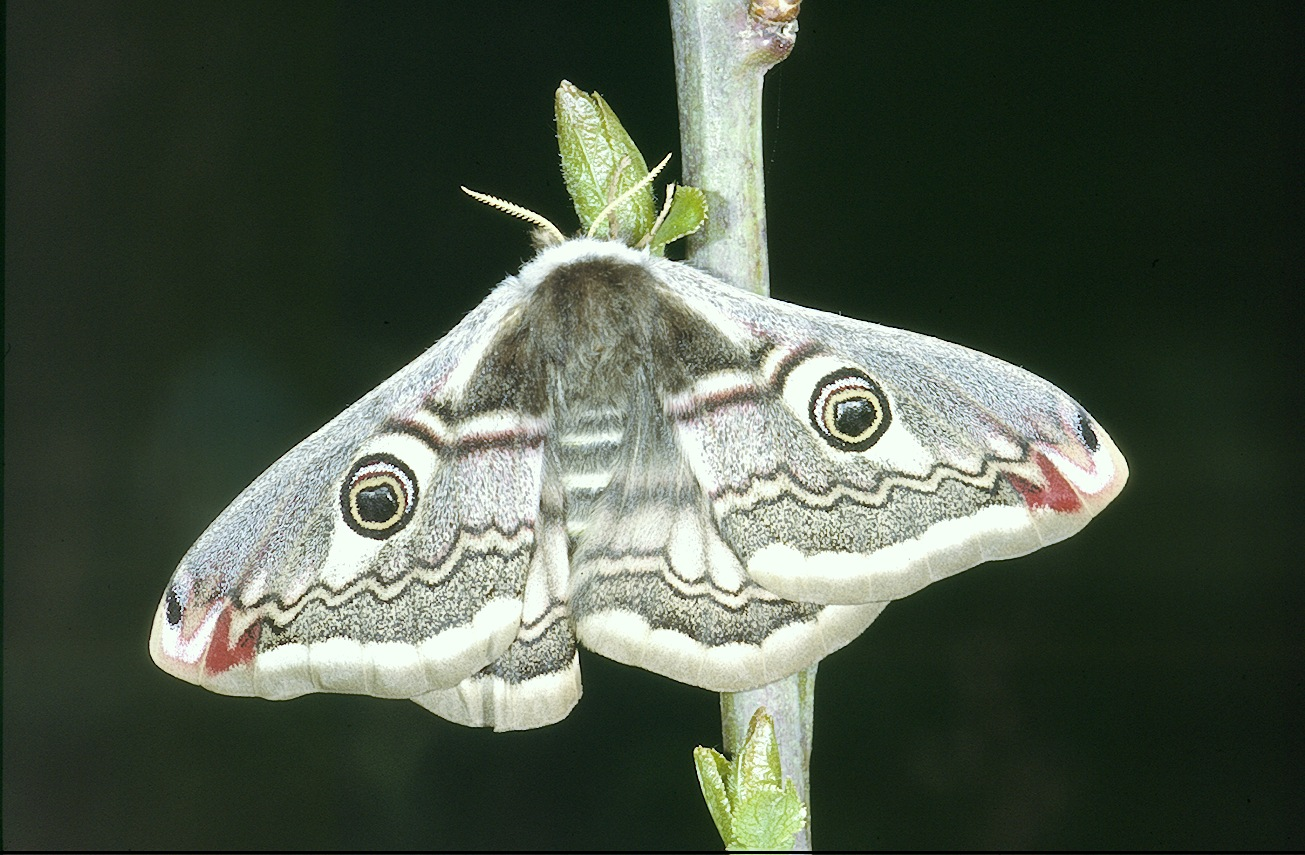
Saturnia (Eudia) pavonia (femmina) (Saturniinae)
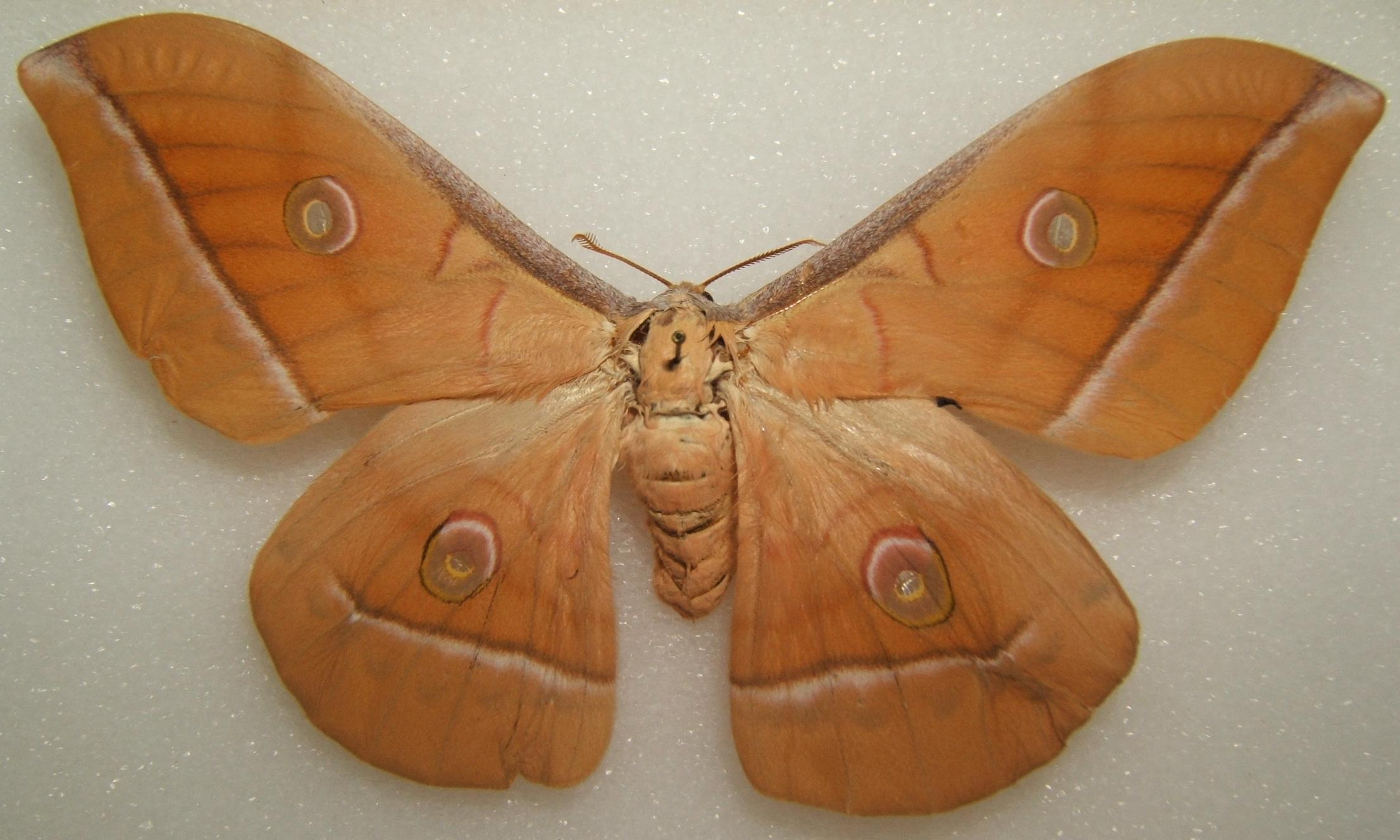
Antherea pernyi (Saturniinae)

## Alcune specie extraeuropee

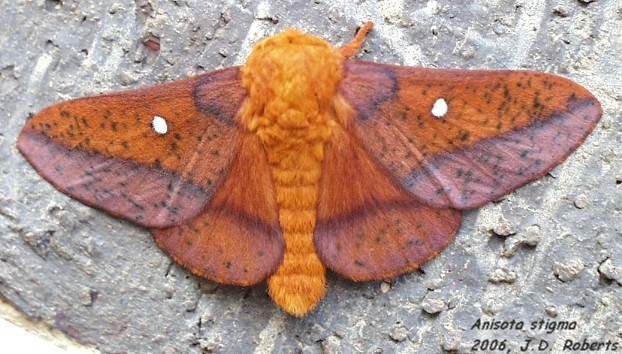
Anisota stigma (Ceratocampinae)
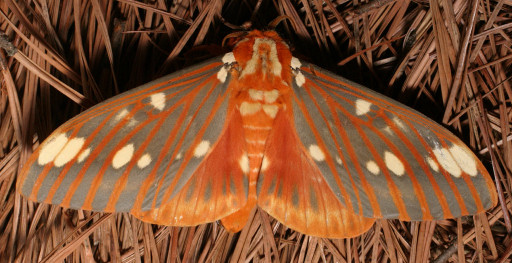
Citheronia regalis (Ceratocampinae)
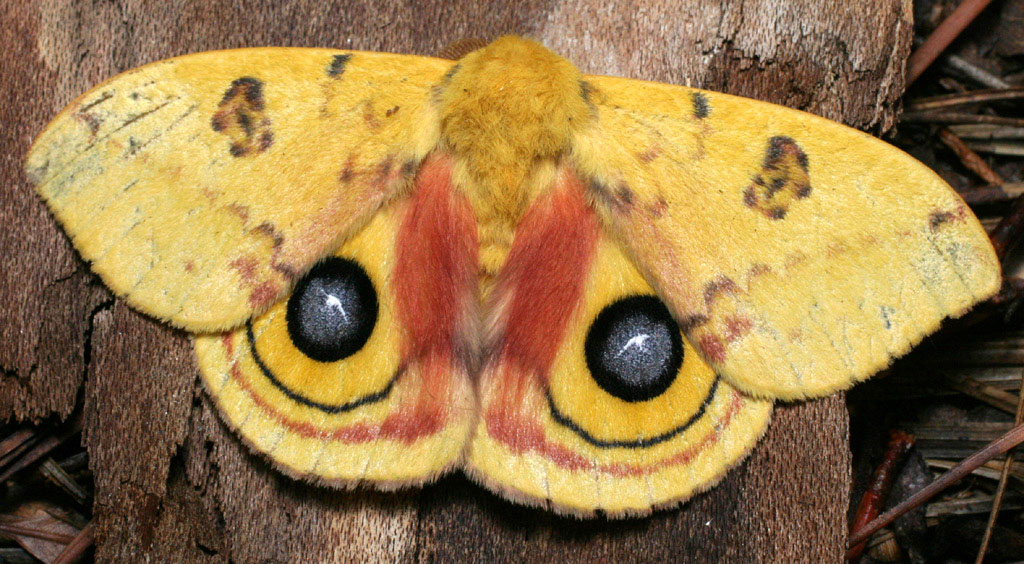
Automeris io (Hemileucinae)
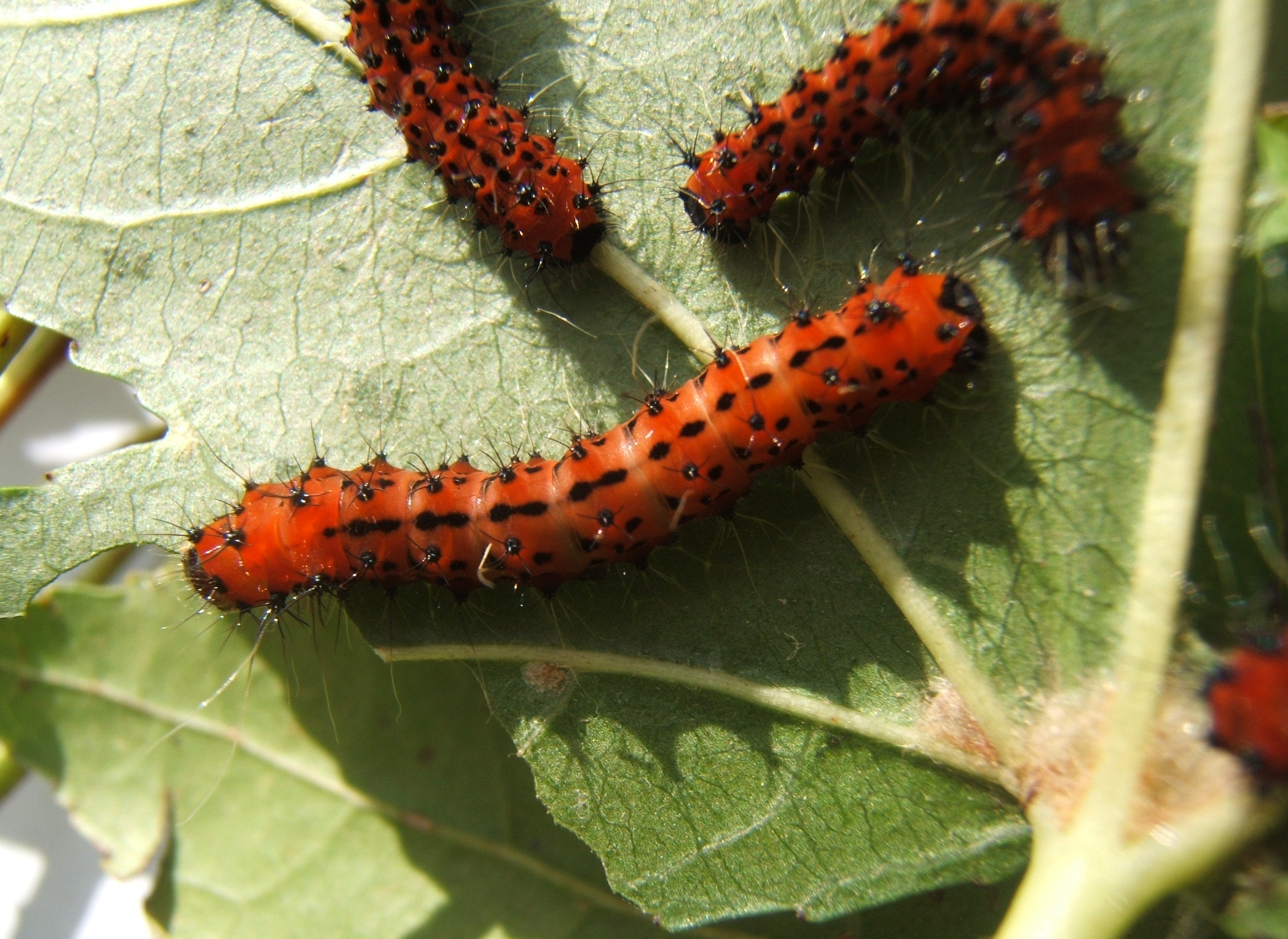
Actias selene (larve del 2º stadio) (Saturniinae)
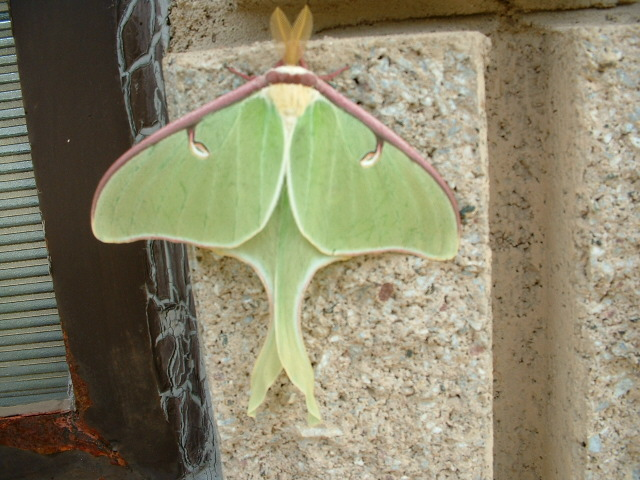
Actias luna (Saturniidae)
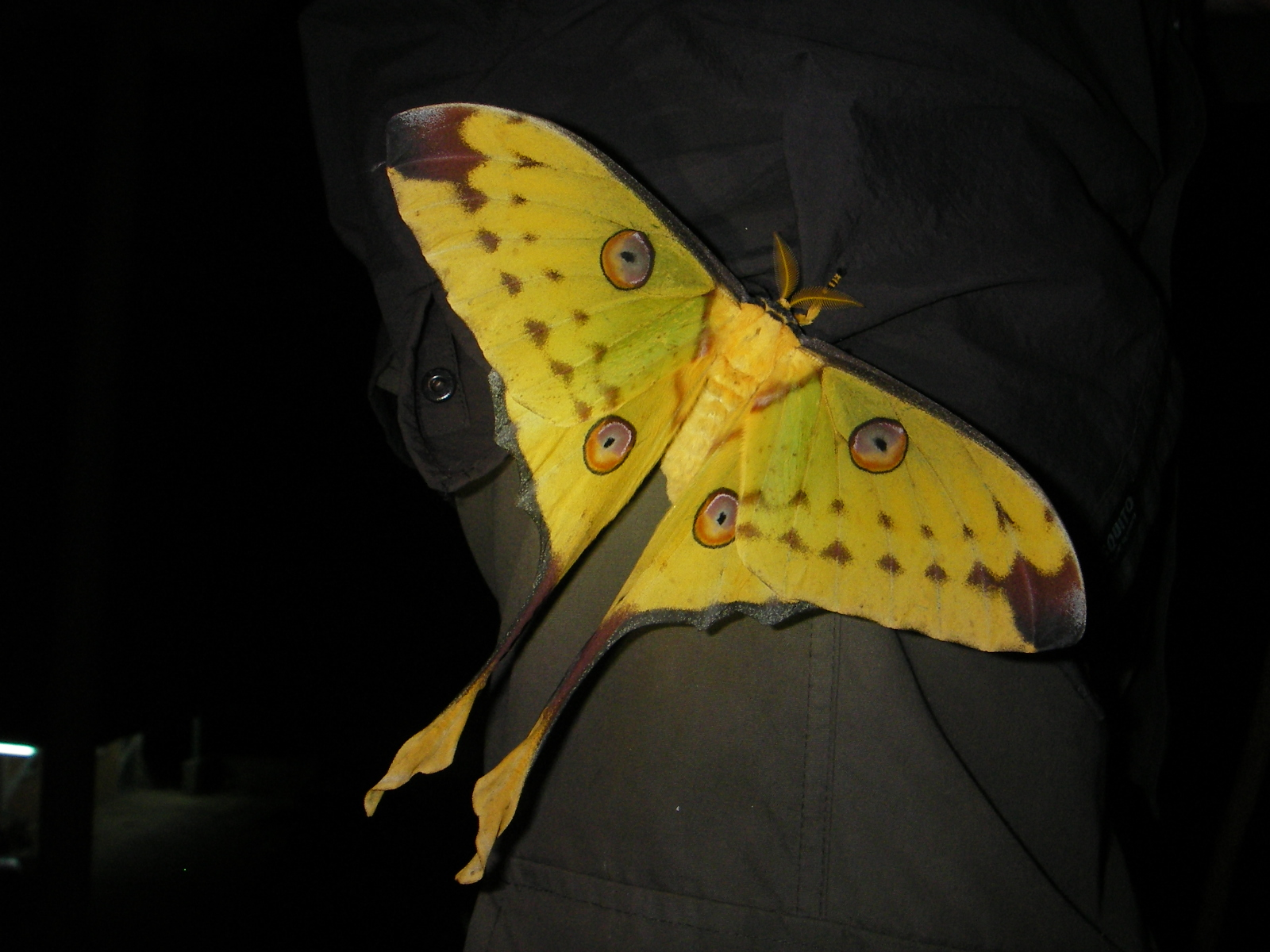
Argema mittrei (Saturniinae)
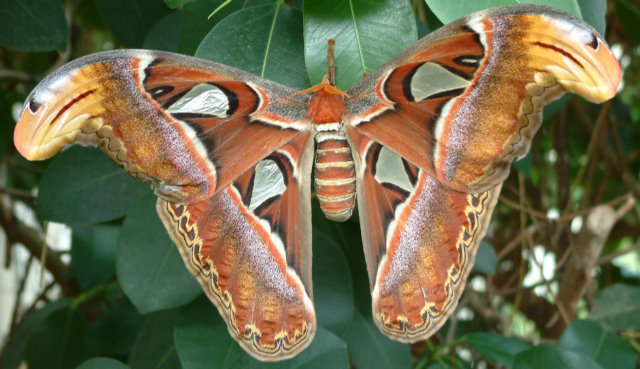
Attacus atlas (Saturniinae)
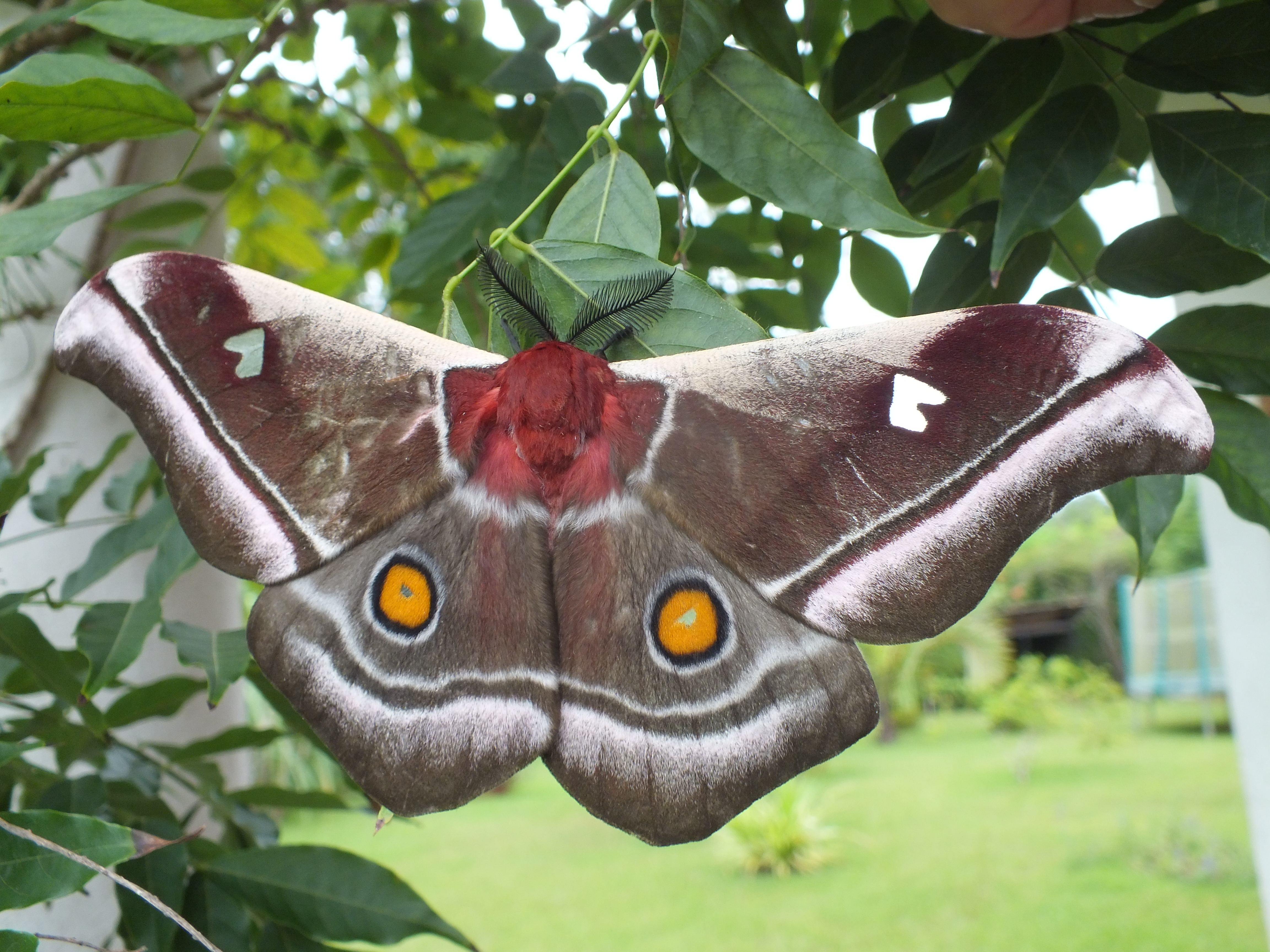
Bunaea aslauga (Saturniinae)
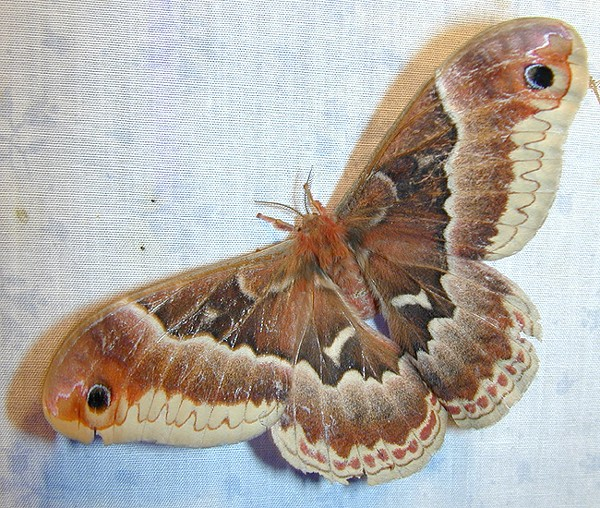
Callosamia promethea (Saturniinae)
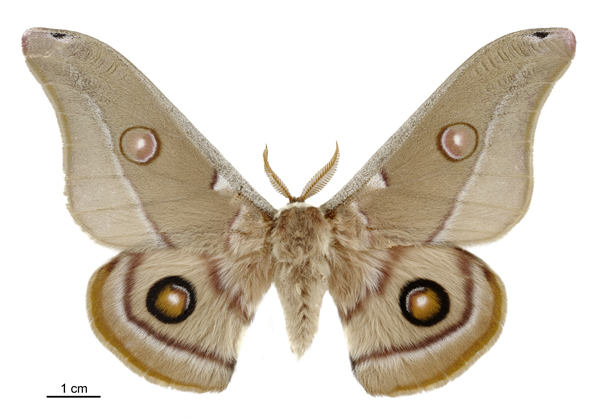
Opodiphthera eucalypti (Saturniinae)
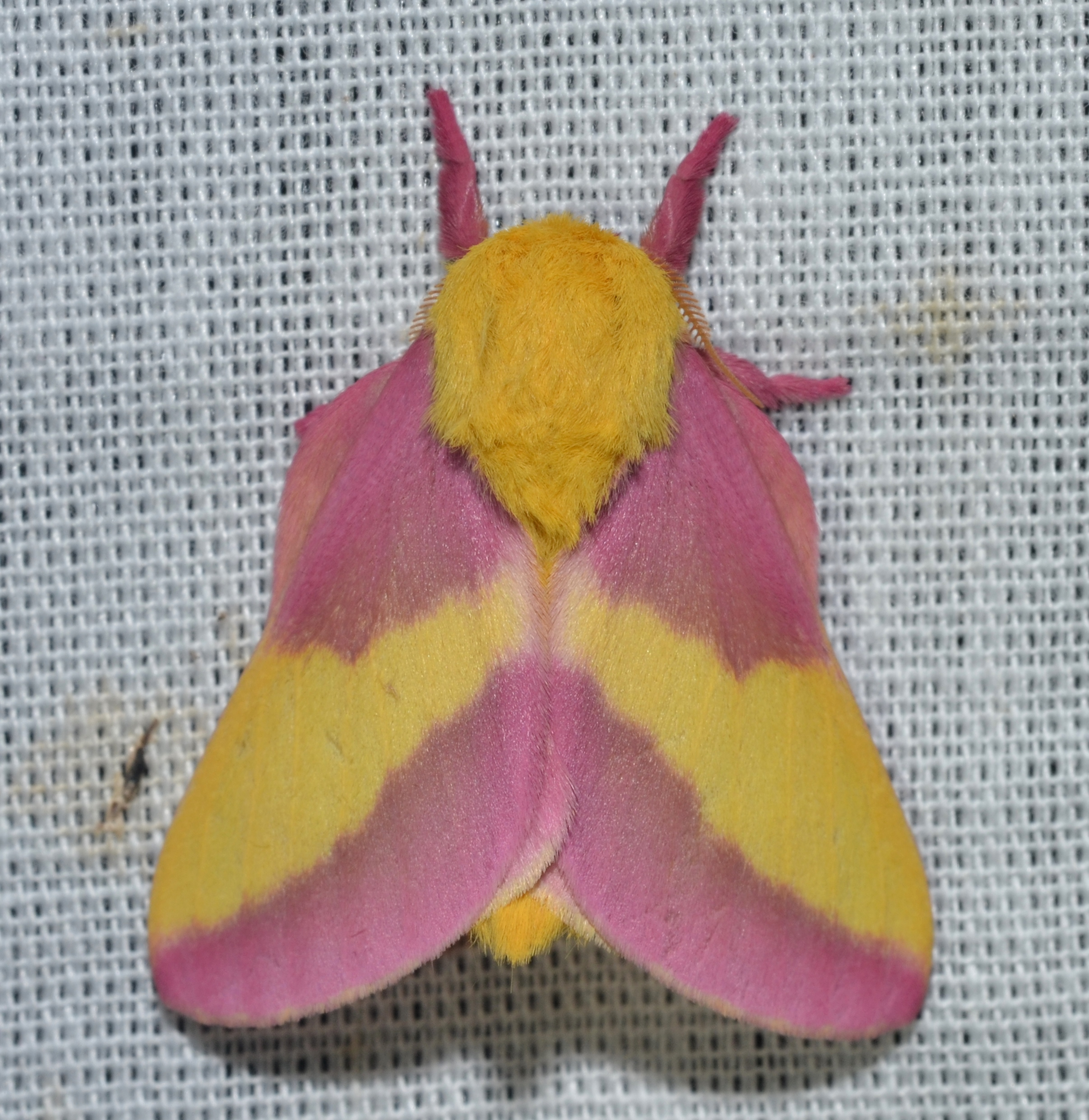
Dryocampa rubicunda (Ceratocampinae)

## Distribuzione delle specie europee
- Aglia tau

Dalla Spagna settentrionale, attraverso l'Europa centrale, settentrionale e orientale, fino alla Siberia occidentale e all'Iran settentrionale. In Italia è presente nelle regioni alpine, nell'Appennino settentrionale e nelle Marche.
- Graellsia isabellae

Spagna e Francia sudorientale. In Francia è presente anche nella Valle della Durance, a pochissima distanza dal Monginevro e dal confine italiano.
- Saturnia (Saturnia) pyri

Nord Africa, Europa ed Asia Minore, fino all'Armenia e all'Iran. In Italia è diffusa in tutte le regioni, isole comprese.
- Saturnia (Eudia) pavonia

Europa centrale e settentrionale (a ovest fino all'Irlanda, a nord fino alla Scandinavia e alla Russia artica, a sud fino alla Spagna settentrionale, alle Alpi settentrionali e alla Slovacchia), Caucaso, Kazakistan e Siberia. In Italia è completamente sostituita dalla specie seguente.
- Saturnia (Eudia) pavoniella

Regioni alpine dell'Austria, Italia, Repubblica Ceca, Europa sudorientale. La sua presenza in Turchia settentrionale, Caucaso e Francia sudorientale è possibile ma deve essere ancora accertata. In Italia è diffusa in tutte le regioni, isole comprese. La validità di questa specie è stata riconosciuta solo nel 2003; in precedenza era stata confusa con Saturnia pavonia, alla quale è molto simile.
- Saturnia (Eudia) spini

Dall'Austria orientale e dalla Slovacchia, attraverso la ex Jugoslavia, fino alla Grecia e ai paesi che si affacciano sul Mar Nero. In Italia sono stati catturati due soli esemplari in Val Venosta (Alto Adige) nel 1927; successivamente non è stata più trovata.
- Saturnia (Perisomena) caecigena

Stiria meridionale, Carniola, Istria, Serbia, Dalmazia, Bosnia, Albania, Grecia e paesi del Mar Nero. In Italia è presente solo in Venezia Giulia. All'inizio del Novecento alcuni bruchi sarebbero stati raccolti anche in Abruzzo.
- Antheraea yamamai

Introdotta in Europa dal Giappone nel 1861 per la produzione della seta, attualmente è diffusa in Slovenia settentrionale, Ungheria meridionale, parte dell'Austria, Istria e regioni adriatiche settentrionali dell'ex Jugoslavia. In Italia si è acclimatata esclusivamente in Friuli orientale e Venezia Giulia.
- Antherea pernyi

Introdotta dalla Cina per la produzione della seta, attualmente è presente nel territorio di Barcellona e nelle isole Baleari.
- Samia cynthia

Introdotta dall'Asia sudorientale nel 1856 per la produzione della seta, si è acclimatata in varie regioni europee. In Italia è diffusa nella Pianura Padana, dal Piemonte fino all'Alto Adige e al Veneto, a sud fino al pesarese. Un esemplare sarebbe stato catturato anche sul Gargano in Puglia.